# علم الظواهر (علم النفس)
علم الظواهر أو علم النفس الظاهراتي، وهو أحد فروع علم النفس، هو الدراسة العلمية للتجارب الذاتية. وهو نهج للموضوع النفسي يحاول تفسير التجارب من وجهة نظر الموضوع من خلال تحليل كلماته المكتوبة أو المنطوقة. هذا النهج له جذوره في العمل الفلسفي الظاهراتي لإدموند هوسرل.